# Chiesa di San Giovanni Battista (Verrua Po)
La chiesa di San Giovanni Battista è la parrocchiale di Verrua Po, in provincia di Pavia e diocesi di Tortona; fa parte del vicariato Padano.

## Storia
Anticamente, Verrua ricadeva nella giurisdizione della parrocchia di Mezzano Siccomario. Nel 1723, poiché il Po aveva cambiato il proprio corso dividendo Verrua da Mezzano, il vescovo di Pavia Agostino Cusani eresse la prima in parrocchia autonoma.
Sempre nel XVIII secolo venne costruita l'attuale parrocchiale.
Il 20 novembre 1817 la chiesa passò dalla diocesi di Pavia a quella di Tortona; a quella data, la parrocchia risultava compresa nella pieve foraniale di Castelletto.
Da un documento del 1820 s'apprende che i fedeli erano 1786 e che nella chiesa aveva sede la confraternita del Santissimo Sacramento.
Grazie agli scritti relativi al sinodo diocesano del 1843 si conosce che la chiesa di Verrua faceva parte del vicariato di Argine. Nel 1891 i fedeli erano 2185, come attestato dalla relazione della visita pastorale del vescovo Igino Bandi.
Nel 1923 l'edificio venne completamente ristrutturato per volere dell'allora parroco don Leone Bottiroli. Un nuovo intervento di restauro fu condotto nel 1954, in occasione del quale l'esterno venne rivestito in travertino.

## Descrizione
La facciata della chiesa è a salienti ed è divisa in due ordini da una cornice marcapiano; la pianta dell'edificio è ad un'unica navata spartita in due campate con cappelle laterali. L'opera più importante conservata nella chiesa è l'affresco raffigurante la Decollazione del Battista.

Il campanile si trova contiguo alla chiesa sul lato sinistro; la cella campanaria presenta quattro monofore.